# 国際特殊部隊競技会
国際特殊部隊競技会（こくさいとくしゅぶたいきょうぎかい、英: Combat Team Conference,CTC）は、GSG-9が主催する競技会である。CTCは1983年に設立され、当初は2年ごとに開催されていた。1995年以降は、4年ごとに開催されている。

## 歴史
CTCは、さまざまな特殊部隊の戦術について競技会形式で訓練を実施し、特殊部隊の実力を高めることを目的として、元GSG-9司令官のウルリッヒ・ヴェゲナーとウーヴェ・ディーによって1983年に設立された。
1983年の最初のCTCには、米国、スイス、オランダを含む20ヵ国の特殊部隊が参加した。
直近のCTCは2015年に開催され、コロンビア、香港、日本、タイの特殊部隊を含む43ヵ国が参加した。日本のSATは、過去にCTCで優勝していることから、非常に練度が高いとされる。競技は6日間続き、人質救出、近接戦闘、射撃などが行われた。